# جيمس كوان (كاتب)
جيمس كوان (بالإنجليزية: James Cowan)‏ هو مؤرخ وكاتب نيوزلندي، ولد في 14 أبريل 1870 في East Tāmaki ‏ في نيوزيلندا، وتوفي في 6 سبتمبر 1943 في نيوزيلندا.